# 鉄騎兵、跳んだ
『鉄騎兵、跳んだ』（てっきへい、とんだ）は、佐々木譲による1979年にオール讀物新人賞を受賞した日本の小説作品、及びそれを原作として1980年に公開された日本映画。
モトクロスに青春を賭けた青年の葛藤、事故による挫折と恋と再挑戦を描いた作品。

## 書誌情報
- 文藝春秋、1980年8月。ASIN B000J86570
- 徳間文庫、1986年5月。ISBN 978-4195980750
- 文春文庫、2010年5月。ISBN 978-4167773823

## 映画
『元祖大四畳半大物語』と同時上映で公開。主演には当時新人だった石田純一が起用された。またヒロイン役の熊谷美由紀は、主題歌を担当した松田優作と後に結婚している。
キャスト
- 岩田貞二：石田純一
- 秋本洋子：熊谷美由紀
- 桐川マミ：竹田かほり
- 根本俊一：田中淳
- 植木修三：中田譲治
- 柿田誠：時田優
- 大関ひろし：山田辰夫
- 岩田威次郎：北村和夫
- 岩田時子：左幸子
- 中島勝司：川地民夫
- 佐野：北村総一朗
- 山本：岡本達哉
- 貞二の職場の上司：片岡五郎
- 係員：市村博

スタッフ
- 企画：進藤貴美男
- プロデューサー：中川好久
- 原作：佐々木譲
- 脚本：佐治乾、田中晶子
- 撮影：山崎善弘
- 美術：渡辺平八郎
- 編集：井上治
- 音楽：羽田健太郎
- 録音：信岡実
- 助監督：池田敏春
- 照明：矢部一男
- スクリプター：鈴木秀明
- スチール：浅石靖
- 監督：小澤啓一
- 製作/配給：株式会社にっかつ

主題歌
- 「戦い続ける男達へ」（唄：松田優作、作詞・作曲：ジョー山中、編曲：大谷和夫）